# 弗雷斯诺德拉韦加
弗雷斯诺德拉韦加，是西班牙卡斯蒂利亚-莱昂莱昂省的一个市镇。 总面积15平方公里，总人口682人（001年），人口密度45人/平方公里。